# غارب الحاشية (كعيدنة)

تعديل مصدري - تعديل

غارب الحاشية هي إحدى قرى عزلة السكابة والحماريين بمديرية كعيدنة التابعة لمحافظة حجة، بلغ تعداد سكانها 2 نسمة حسب تعداد اليمن لعام 2004.